# Président de l'Assemblée de Madrid
Le président de l'Assemblée de Madrid est le député chargé d'occuper la présidence de l'Assemblée de Madrid. Après le président de la Communauté de Madrid, il est la deuxième autorité de la communauté autonome.
Le titulaire de ce poste est, depuis le 13 juin 2023, le conservateur Enrique Ossorio.

## Élection
Il est élu lors de la première séance qui suit la tenue des élections à l'Assemblée (sesión constitutiva), ou lors de la première séance plénière (pleno) qui suit la démission du titulaire.
La majorité absolue des députés élus est requise lors du premier tour. En cas d'échec, un second tour est organisé immédiatement après la proclamation des résultats par le président de séance, où la majorité simple est cette fois suffisante, entre les deux candidats arrivés en tête. Si les deux candidats arrivent à égalité, jusqu'à quatre nouveaux votes interviennent pour les départager. Si l'égalité persiste, le candidat issu du parti le plus voté lors des élections est désigné président. Chaque député est libre d'écrire le nom qu'il souhaite sur son bulletin de vote, même si ceux du groupe majoritaire votent toujours pour un candidat préalablement désigné par leur parti.
Son mandat prend fin en cas de décès, démission, perte de la qualité de député, évincement de son groupe parlementaire ou à la suite de la dissolution de l'Assemblée, prélude à la tenue de nouvelles élections.

## Fonctions
Il préside les séances plénières, dont il assure l'ouverture, la clôture et la fixation de l'ordre du jour en collaboration avec la conférence des porte-parole. Il préside également les réunions de la conférence des porte-parole et de la députation permanente.
Chargé de diriger les débats et d'en contrôler le bon ordre, lui seul peut donner la parole et la retirer. Il a la faculté de rappeler un député ou l'ensemble de l'assemblée à l'ordre, d'expulser immédiatement, pour une ou deux séances, tout député qui a été rappelé trois fois à l'ordre, qui n'a pas quitté la salle des séances après le prononcé d'expulsion, ou qui a produit un désordre grave du fait de sa conduite.
Il s'assure de la bonne application du règlement, de son interprétation après validation par la conférence des porte-parole, et de la bonne marche des travaux parlementaires.
Après consultation avec les porte-parole des groupes parlementaires, il est chargé de proposer le nom d'un candidat à l'investiture comme président de la Communauté de Madrid, dans le délai de 15 jours à compter de la constitution de l'Assemblée ou de la démission du titulaire.
En cas de vacance, d'absence ou d'impossibilité, il est remplacé par un vice-président, selon l'ordre d'élection.

## Titulaires
| Législature | Titulaire                 | Parti              | Parti | Élection                             | Date de début | Date de fin      |
| ----------- | ------------------------- | ------------------ | ----- | ------------------------------------ | ------------- | ---------------- |
| Ire         | Ramón Espinar Gallego     |                    | PSOE  | 1er tour :                           | 27 juin 1983  | 27 juin 1987     |
| IIe         | Rosa María Posada Chapado |                    | CDS   | 1er tour :                           | 27 juin 1987  | 20 juin 1991     |
| IIIe        | Pedro Díez Olazábal       |                    | IU    | 1er tour : 54 voix                   | 20 juin 1991  | 22 juin 1995     |
| IVe         | Juan Van-Halen Acedo      |                    | PP    | 1er tour : 55 voix                   | 22 juin 1995  | 30 juin 1999     |
| Ve          | Jesús Pedroche Nieto      |                    | PP    | 1er tour : 54 voix                   | 30 juin 1999  | 10 juin 2003     |
| VIe         | Concepción Dancausa       |                    | PP    | 1er tour : 55 voix 2d tour : 55 voix | 10 juin 2003  | 12 novembre 2003 |
| VIIe        | Concepción Dancausa       | 1er tour : 57 voix | PP    | 12 novembre 2003                     | 12 juin 2007  |                  |
| VIIIe       | Elvira Rodríguez          |                    | PP    | 1er tour : 67 voix                   | 12 juin 2007  | 7 juin 2011      |
| IXe         | José Ignacio Echeverría   |                    | PP    | 1er tour : 72 voix                   | 7 juin 2011   | 9 juin 2015      |
| Xe          | Paloma Adrados            |                    | PP    | 1er tour : 65 voix                   | 9 juin 2015   | 11 juin 2019     |
| XIe         | Juan Trinidad             |                    | Cs    | 1er tour : 68 voix                   | 11 juin 2019  | 8 juin 2021      |
| XIIe        | Eugenia Carballedo        |                    | PP    | 1er tour : 78 voix                   | 8 juin 2021   | 13 juin 2023     |
| XIIIe       | Enrique Ossorio           |                    | PP    | 1er tour : 70 voix                   | 13 juin 2023  | en fonction      |